# 公共工程

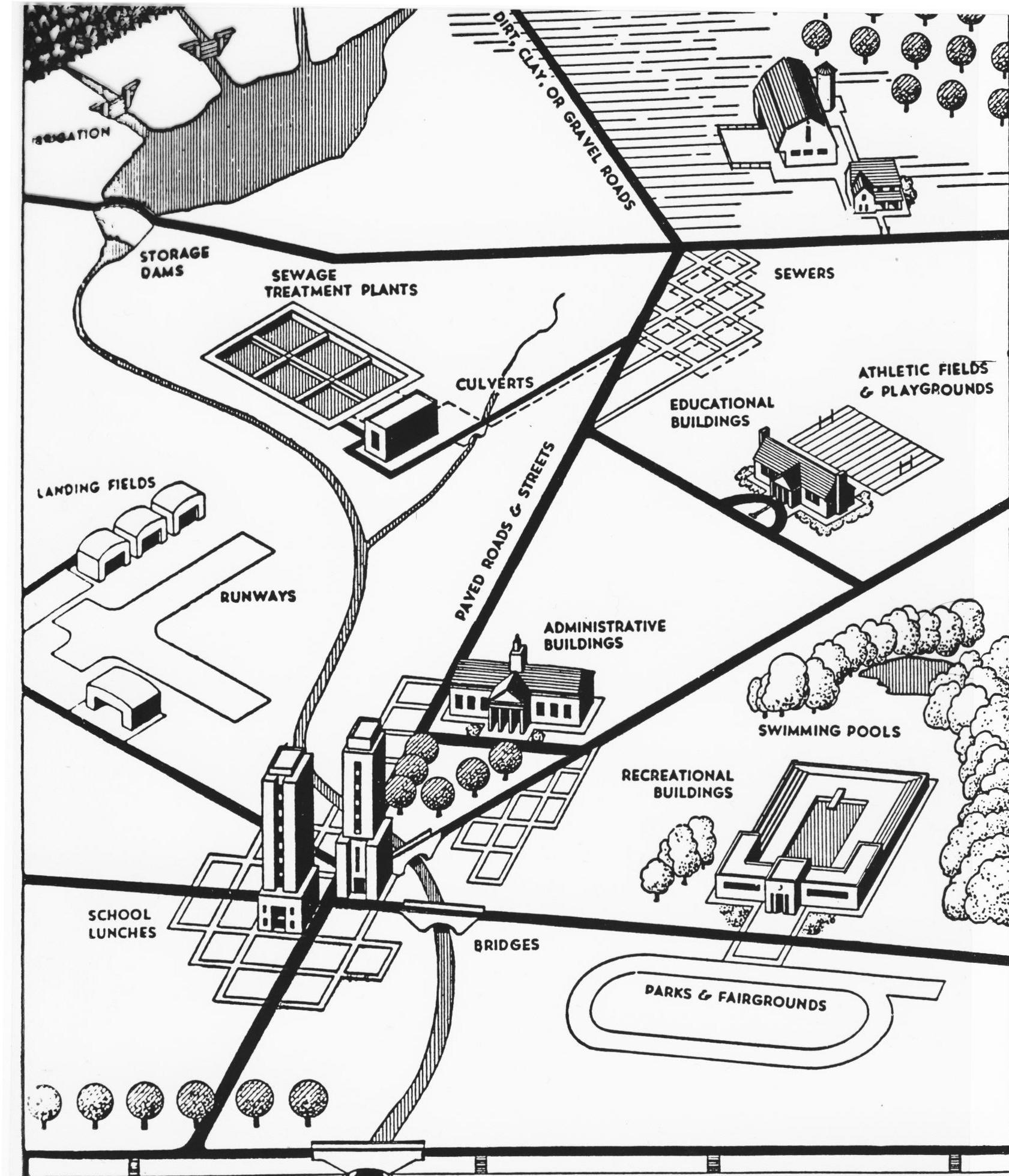
美國政府的海报總結公共事業振興署從1940年開始取得的成就

公共工程是一个广泛类别的基础设施项目。通常是由政府资助和建成的，用于社区及其周邊地區的娱乐、就业和健康和安全。它们包括公共建筑（市政建筑物、学校、医院）、运输基础设施（道路、铁路、桥梁、运河、港口、机场）、公共空间（广场、公园、海滩）、公用服务（供水和淨水、污水处理、电网、水坝）和其他通常為长期有形的资产和设施。虽然经常与公共基础设施和公共资本交換使用，但公共工程不一定伴隨经济组成部分，因此是一个更广泛的术语。
自古以来，公共工程就已经被鼓励進行。例如在盛行通货紧缩時，罗马帝国皇帝尼禄鼓励建设各种基础设施项目。

## 概述
公共工程在经济和政治中涵盖多个领域。

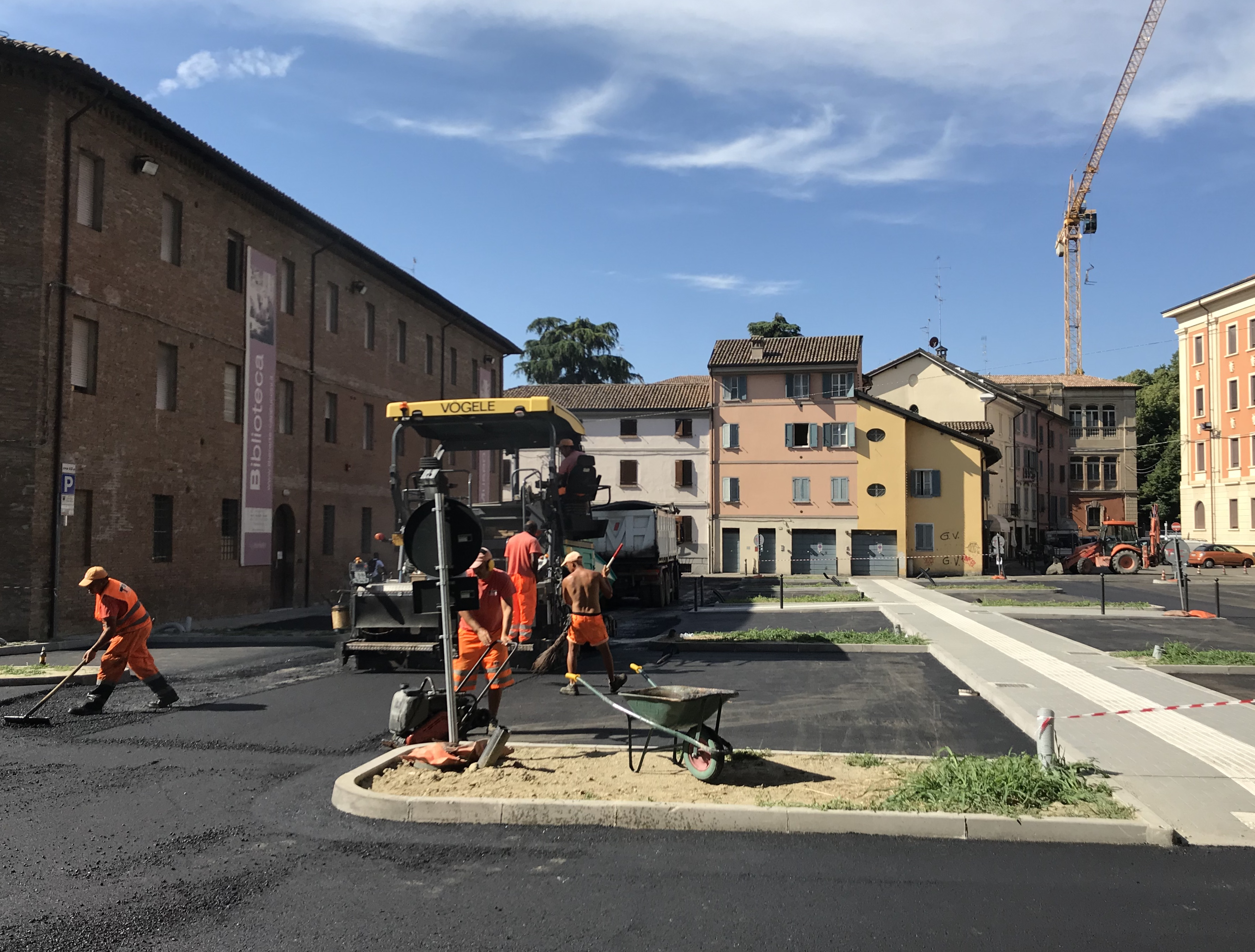
意大利 艾米利亚-罗马涅大Reggio艾米利亚的公共工程

此外，公共工程最近已扩大到包括數位公共基础设施项目。美国第一個全国性的数位公共工程项目是为了建立一个电子投票的開源平台（由开放源数表决基金会创建和管理）。
在发达国家的可持续发展的城市基础设施可反映出對可持续发展、城市生态和生活质量的關注。

## 公共工程方案
「公共就业方案(PEP)」或「公共工程方案(PWP)」是透過建立公共財产，對那些无法找到替代就业机会的人提供一定薪水的職業。这可作为一种社会安全保障。 
公共工程方案意味是由國家支付的工资（现金或实物），或者通过仲介支付（或以现金换工作）。提供短期就业的公共工程已经是明顯的做法，特别是在撒哈拉以南非洲。
自1930年代的经济危机后，投资公共工程项目来促进经济已成為一个受欢迎的政策措施。最近的例子是2008至2009年的四万亿投资计划， 2008年的欧洲联盟刺激计划，以及2009年美国复苏与再投资法。

## 投资效用
有人认为，资本投资公共工程可以用于减少失业；但反對方争辩说，这类项目应該由私营部门進行，而不是公共部门。因为公共工程项目具有社会主义的特征。但是，在私营部门，企业家會負擔他们自己的损失，致使私营公司一般不愿承接项目，因它可能會導致损失，或者無法發展收益。當缺乏對私营部门的益处，或者對一个私人公司风险太大時，為了整体社會的利益，政府将投资于公共工程。
根据在奥尔堡大学研究中，86%的公共工程项目的最终成本會超支。技术困难的项目的預算不大可能超过比较不困难的项目的预算。
一般公开招标的合同将包括一项规定的意外费用（超支），通常為合同价值数额的10%。这笔钱只能花在该项目过程中，由施工管理人员判断是必要的支出，而通常這筆支出必须被判定為合理的。

## 延伸閱讀
- "Political Economy of Very Large Space Projects", Journal of Evolution and Technology. vol. 4. November 1999. （页面存档备份，存于）